# Звание «Мастер связи»
Звание «Мастер связи» — ведомственная награда, которая присваивалась в СССР и присваивается в Российской Федерации отличившимся работникам, занятым в отраслях связи и телекоммуникаций.

## Звание в СССР
Изначально звание было учреждено постановлением Совета народных комиссаров СССР и ЦК ВКП(б) от 14 сентября 1937 года. Первые присвоения состоялись в 1938 году.
В числе первых получивших звание были:
- Алёшина Антонина Поликарповна — бригадир монтажниц треста «Мостелефонстрой»,
- Мусин Яхия — монтёр-спайщик треста «Мостелефонстрой»,
- Наумов Пётр Антонович — бригадный монтёр треста «Мостелефонстрой»,
- Нургалеев Абдул Ахмерович — бригадир-прокладчик треста «Мостелефонстрой»,
- Потанина Ольга Константиновна — мастер монтажных работ треста «Мостелефонстрой»,
- Суслин Алексей Егорович — техник треста «Мостелефонстрой».

## Звание в Российской Федерации

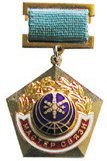
Нагрудный знак «Мастер связи»

Звание присваивается федеральным государственным гражданским служащим Минкомсвязи России, подведомственных ей федеральной службы и федеральных агентств, территориальных органов федеральной службы, а также другим работникам и иным лицам сферы информационных технологий и связи, за успехи в совершенствовании социально-экономических программ, реализацию федеральных и региональных программ развития отрасли. Действующий порядок присвоения определён приказом Минкомсвязи России от 08.11.2016 г. № 537 "О ведомственном знаке отличия Министерства связи и массовых коммуникаций Российской Федерации, дающем право на присвоение звания «Ветеран труда».
Самым молодым лауреатом звания «Мастер связи» в Российской Федерации на 2021 год являлся Скоморохов Николай Григорьевич (03.05.1986 г.р.) — директор ООО «Стройтелеком-Инвест-Проект» (получил звание в 2021 году в возрасте 35 лет 5 месяцев 8 дней. Приказ министерства цифрового развития, связи и массовых коммуникаций Российской Федерации от 12 октября 2021 № 81-п).